# S70-es személyvonat
Az S70-es személyvonat egy budapesti elővárosi vonat Budapest-Nyugati pályaudvar és Szob között. A vonatok többsége félórás ütemben közlekedik Budapest és Vác között, ahol minden állomáson és megállóhelyen megállnak. Az összes késő esti vonat, és a reggeli vonatok egy része, valamint hétvégén néhány járat Szobig hosszabbított útvonalon jár. A járatok a teljes útvonalon mindenhol megállnak, a Szobig közlekedők Dömösi átkelés megállóhely kivételével szintén mindenhol megállnak. Vonatszámuk négyjegyű, a Szobig közlekedőknek 23-mal, a Vácott végállomásozóknak 24-gyel kezdődik, utolsó előtti számjegyük Szob felé páratlan, Budapest felé páros. A járatok jelentős többsége MÁV 815 sorozat.

## Története
Budapest és Vác, illetve Szob között korábban is járt azonos megállási renddel személyvonat, az S70-es jelzést 2014. december 14-étől viseli. Ez az eredeti 1846 óta működő 70-es vonalszámú vasútvonal egyik leszármazottja.

## Útvonala
Ütemes menetrend szerint minden óra ugyanazon percében indul és érkezik mindegyik állomáson. Hétköznap és hétvégén is félóránként közlekedik.
| 0  | Budapest-Nyugati végállomás | 77 | 9, 26, 91, 191, 226, 291 4, 6 72, 73 S21 , S50 , Z50 , G70 , Z70 , S71 , G71 , S72 , Z72 , IC, EC, EN, sebesvonat                                                                            |
| 5  | Rákosrendező                | 72 | G70 , S71 , S72 20E, 25, 30, 30A, 32, 230 74, 81 |
| 9  | Istvántelek                 | 68 | S71 125 |
| 12 | Rákospalota-Újpest          | 65 | G70 , S71 , G71 96, 121, 124, 225, 270, 296, 296A 12, 14 |
| 17 | Dunakeszi alsó              | 60 | |
| 20 | Dunakeszi                   | 57 | G70 308, 309, 310, 311, 324, 325, 371 |
| 23 | Dunakeszi-Gyártelep         | 54 | G70 |
| 27 | Alsógöd                     | 50 | |
| 29 | Göd                         | 48 | |
| 32 | Felsőgöd                    | 45 | G70 345 |
| 36 | Sződ-Sződliget              | 41 | 343, 344 |
| 41 | Vác-Alsóváros               | 36 | G70 , S71 , G71 314, 334, 335, 336, 337, 338, 339, 347, 366 |
| 44 | Vác végállomás              | 32 | G70 , Z70 , S71 , G71 , S77 , S750 , EC, EN 300, 314, 328, 329, 330, 331, 332, 333, 334, 335, 337, 338, 339, 342, 343, 345, 347, 348, 350, 351, 361, 362, 363, 364, 365, 371, 455 1010, 1013 |
| 50 | Verőce                      | 26 | G70 , Z70 350, 351 |
| 52 | Kismaros                    | 24 | G70 , Z70 350, 351, 352, 353 |
| 58 | Nagymaros-Visegrád          | 18 | G70 , Z70 , EC |
| 60 | Nagymaros                   | 16 | G70 , Z70 |
| 68 | Zebegény                    | 8  | G70 , Z70 355 |
| 74 | Szob alsó                   | 2  | G70 , Z70 354, 355 |
| 77 | Szob végállomás             | 0  | G70 , Z70 , EC 332, 350, 354, 355 |